# Wat Ek Phnom
Koordinaten: 13° 9′ 46″ N, 103° 11′ 18″ O

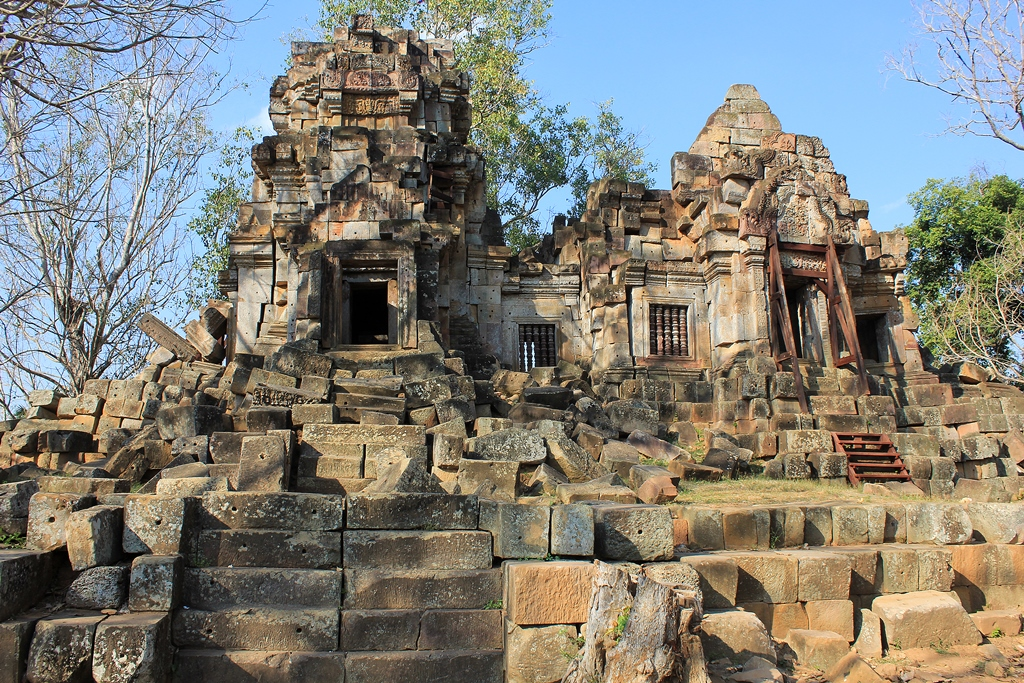
Wat Ek Phnom

Wat Ek Phnom oder Wat Phnom Ek ist ein im 11. Jahrhundert unter König Suryavarman I. erbauter Hindutempel. Der Tempel befindet sich am linksseitig des Flusses Sangker am Prek Daun Taev nordwestlich des Ortes Peam Aek 9 km nördlich der kambodschanischen Provinzhauptstadt Battambang. Obwohl teilweise eingestürzt und von Plünderern heimgesucht, zeichnet sich der Tempel durch seine gut erhaltenen Türstürze und Tympana aus.

## Tempelanlage
Eine große sitzende Buddhastatue führt zu einer von 18 Bodhi-Bäumen eingerahmten, modernen buddhistischen Pagode, auf deren Gelände die Ruinen des Hindutempels liegen. Der Ort wird von den Bewohnern der Gegend als Ausflugsziel geschätzt. Der aus Sandstein erbaute und von einer Mauer aus Laterit und einem Baray umgebene Tempel setzt sich aus kleineren, auf einer Plattform aufsitzenden Prasats zusammen und ist 52 m lang und 49 m breit. Schön herausgearbeitete Reliefs schmücken die Türstürze dieser Prasats.

## Reliefs
Die Reliefs stellen Szenen der indischen Mythologie dar, insbesondere von Krishna, auf welchen sich der durch seine Staatsreformen bekannt gewordene König Suryavarman I. bezog.

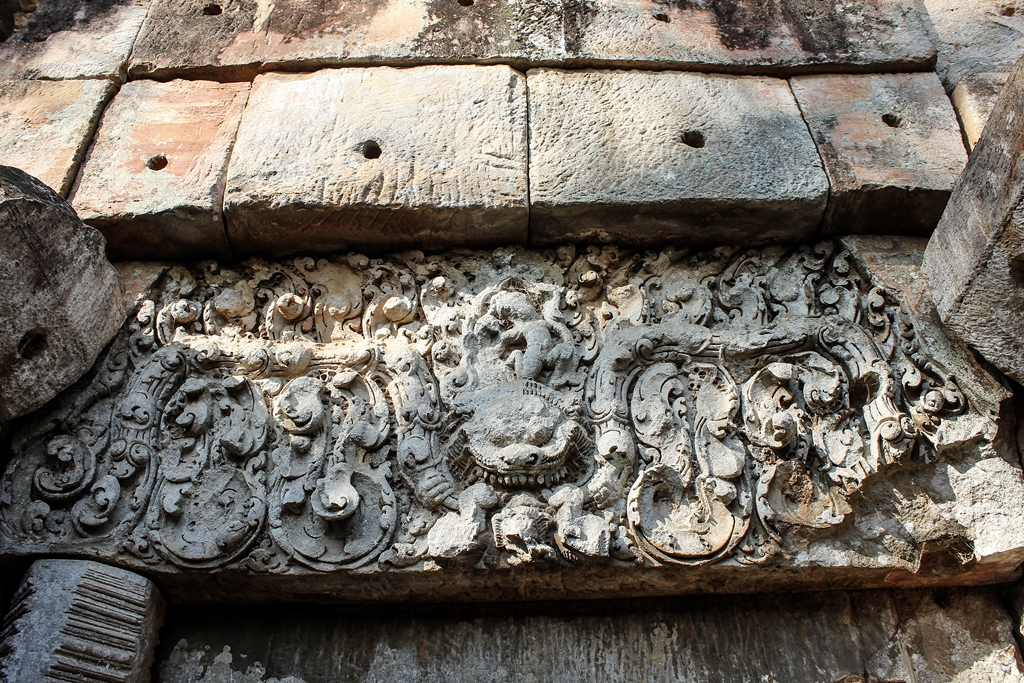
Türsturz des Zentralturms: Krishna, auf der personifizierten Zeit „Kāla“ stehend, hebt den Govardhana-Berg hoch und bekämpft die Schlange Kaliya.
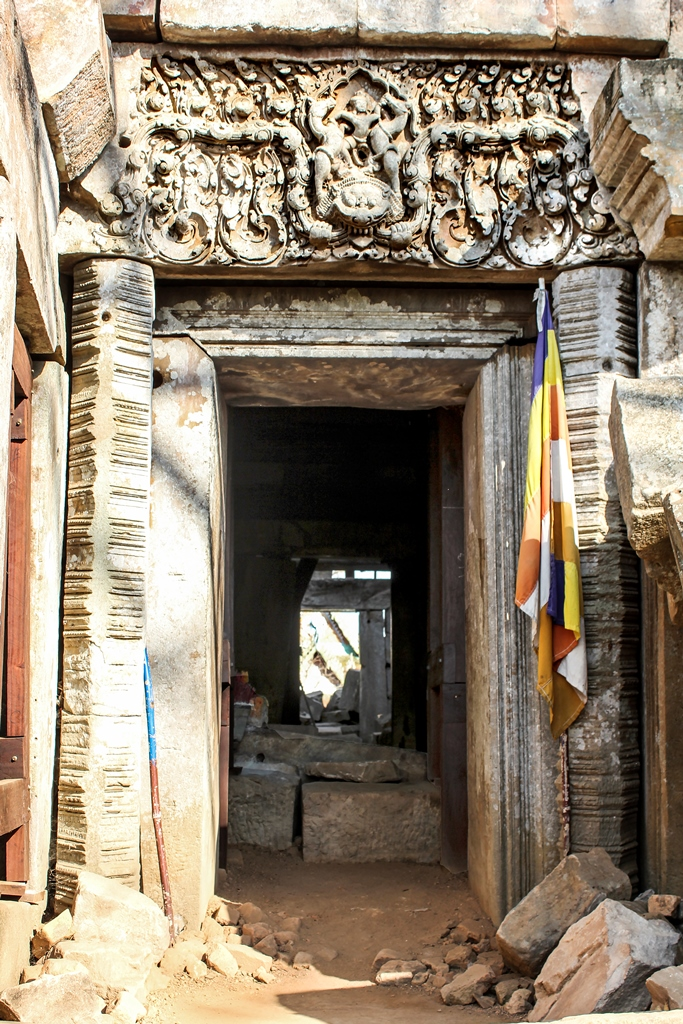
Türsturz über dem Nordeingang: Krishna, auf der personifizierten Zeit „Kāla“ stehend, zähmt die Pferde
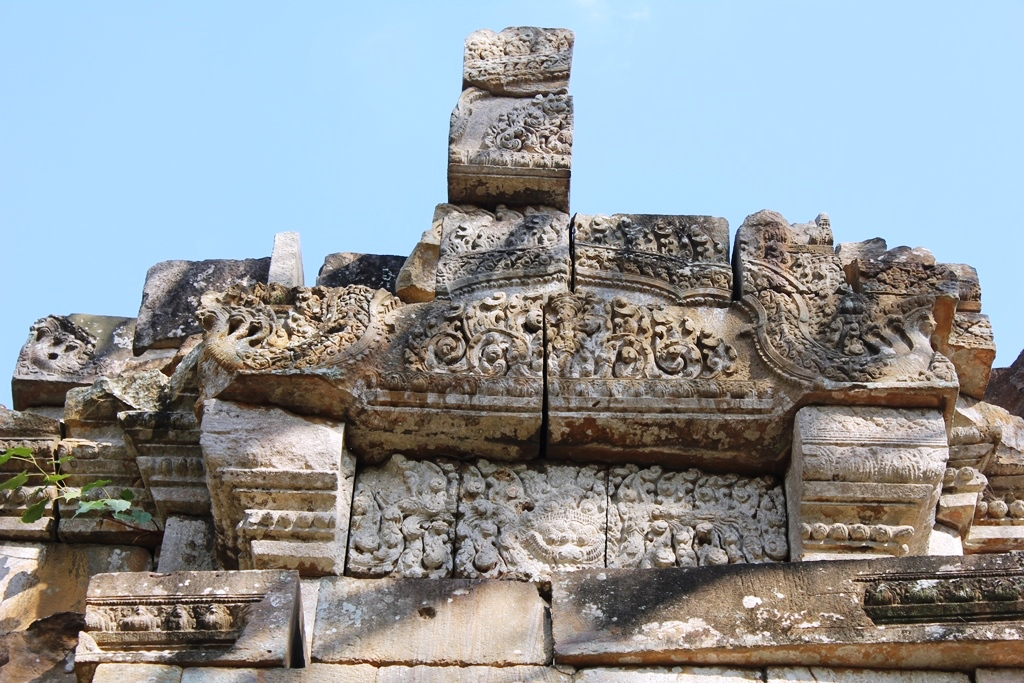
Türsturz mit Tympanon